# Фернандо Рей
Ферна́ндо Ре́й (ісп. Fernando Rey; справжнє прізвище — Ферна́ндо Каса́до Арамбільє́ (ісп. Fernando Casado Arambillet)); 20 вересня 1917, Ла-Корунья, Іспанія — 9 березня 1994, Мадрид, Іспанія) — іспанський актор театру, кіно та телебачення. Лауреат Призу за найкращу чоловічу роль Каннського кінофестивалю (1977) та іспанської національної кінопремії Гойя в категорії «Найкращий актор» (1988).

## Біографія
Фернандо Рей народився 9 березня 1917 року в столиці Іспанії Мадриді в сім'ї військового республіканця. Громадянська війна в Іспанії перервала його заняття архітектурою, і він з 1936 року він почав зніматися в масовках в кіно. За прізвище Фернандо взяв друге прізвище своєї матері, Арамбільє Рей). Потім він грав маленькі ролі в театрі і працював на дубляжі (серед іншого озвучував Олів'є в «Генріху V» і «Гамлеті»). Першу помітну роль Рей зіграв у фільмі «Еухенія де Монтіхо» (Eugenia de Montijo, 1944). Завдяки ефектній зовнішності та поставленому голосу швидко забезпечив собі амплуа «героя-коханця» знявшись в декількох помітних розважальних стрічках 40-х років; за фільм «Безумство любові» (Locura de amor, 1948) режисера Хуана де Ордуньї він отримав премію як найкращий актор року. В кінці 40-х років співпрацював з Франциском Мартінесом Сорією.
Починаючи з 1950-х років Фернандо Рей розкривається як майстер психологічного і комедійного кіно. Роллю актора у фільмі Хуана Бардема «Комедіанти» (Cómicos, 1954) актор звернув увагу критиків. Творчі можливості Рея по-справжньому проявилися у співпраці з класиком кінематографу Луїсом Бунюелем у таких фільмах як «Вірідіана» (Viridiana, 1961), «Трістана» (Tristana, 1970), а також в пізніших роботах «Скромна чарівність буржуазії» (Le charme discret de la bourgeoisie, 1972) та «Цей неясний об'єкт бажання» (Cet obscur objet du desir, 1977).
У іспанському кінематографі 1970-х років Фернандо Рей грав переважно солідних закоханих людей («Гімн» 1976, «Непокірність», 1978) похилого віку. Багато знімався в європейському і американському кіно. Підсумком його тривалої творчої біографії (зіграв ролі у понад 200-х фільмах в кіно і на телебаченні) стала в 1991 роль Дон Кіхота в 10-серійному телефільмі «Дон Кіхот Мігеля де Сервантеса» Гутьєрреса Арагона. У тому ж році Рею була вручена Національна премія кіно.
Фернандо Рей окрім Іспанії багато знімався в інших країнах — «Опівнічні дзвони» / «Фальстаф» (Falstaff, 1966) Орсона Веллса, «Французький зв'язковий» (French Connection, 1974) Вільяма Фрідкіна, «Ясновельможні трупи» (Cadaveri eccellenti, 1975) Франческо Розі, «Паскуаліно „Семеро красунь“» (Pasqualino Settebellezze, 1975) Ліни Вертмюллер, «Пустеля Тартарі» (Il deserto dei Tartari, 1976) Валеріо Дзурліні, «1492: Завоювання раю» (1492: Conquest of paradise, 1992) Рідлі Скотта та ін.
З 1992 по 1994 роки Фернандо Рей був президентом іспанської Кіноакадемії.
Помер Фернандо Рей 9 березня 1994 році від раку на 77-му році життя.

## Фільмографія (вибрана)
| Рік  |    | Українська назва                  | Оригінальна назва                          | Роль                                       |
| ---- | -- | --------------------------------- | ------------------------------------------ | ------------------------------------------ |
| 1944 | ф  | Еухенія де Монтіхо                | Eugenia de Montijo                         | герцог Альба                               |
| 1945 | ф  | Останній філіппінець              | Los últimos de Filipinas                   | Хуан Чаміса                                |
| 1946 | ф  | Біла місія                        | Misión blanca                              | Карлос                                     |
| 1946 | ф  | Заблукалий                        | La pródiga                                 | Хосе                                       |
| 1947 | ф  | Ведмежа принцеса                  | La princesa de los ursinos                 | Філіп V                                    |
| 1947 | ф  | Свята цариця                      | Reina santa                                | інфант Альфонсо                            |
| 1947 | ф  | Дон Кіхот з Ла Манчі              | Don Quijote de la Mancha                   | Сансон Карраско                            |
| 1947 | ф  | Овече джерело                     | Fuenteovejuna                              | Франдозо                                   |
| 1948 | ф  | Безумство кохання                 | Locura de amor                             | Філіпп Красивий                            |
| 1949 | ф  | Пригоди Хуана Лукаса              | Aventuras de Juan Lucas                    | Хуан Лукас                                 |
| 1950 | ф  | Агустіна Арагонська               | Agustina de Aragón                         | генерал Палафокс                           |
| 1951 | ф  | Сеньйора Фатіма                   | La señora de Fátima                        | Лоренцо Дуарте                             |
| 1951 | ф  | Чорне небо                        | Cielo negro                                | Анджел Лопез Вейга                         |
| 1952 | ф  | Чорна лагуна                      | La laguna negra                            | Мігель                                     |
| 1953 | ф  | Ласкаво просимо, містере Маршалл  | ¡Bienvenido, Mister Marshall               | оповідач                                   |
| 1953 | ф  | Аеропорт                          | Aeropuerto                                 | Фернандо                                   |
| 1954 | ф  | Коміки                            | Cómicos                                    | Мігель                                     |
| 1955 | ф  | Квиток в Танжер                   | Billete para Tánger                        | інспектор                                  |
| 1956 | ф  | Пригода Жиль Бласа                | Una aventura de Gil Blas                   | капітан Роландо                            |
| 1956 | ф  | Дон Жуан                          | Don Juan                                   | Дон Іньіго                                 |
| 1956 | ф  | Співак Мехіко                     | Le chanteur de Mexico                      | інспектор Картоні                          |
| 1957 | ф  | Платформа                         | El andén                                   | Дон Енріке                                 |
| 1957 | ф  | Повернення чоловіка               | Un marido de ida y vuelta                  | Пако                                       |
| 1957 | ф  | Фаустіна                          | Faustina                                   | Валентин                                   |
| 1958 | ф  | Помста                            | La venganza                                | письменник                                 |
| 1958 | ф  | Ювеліри місячного світла          | Les bijoutiers du clair de lune            | дядько                                     |
| 1959 | ф  | Два з половиною і... отрута       | Las dos y media y... veneno                | Рамон                                      |
| 1959 | ф  | Місія в Марокко                   | Mission in Morocco                         | принц Ахмед                                |
| 1959 | ф  | Авантюрист двох світів            | Sonatas                                    | капітан Казарес                            |
| 1959 | ф  | Останні дні Помпеї                | Gli ultimi giorni di Pompei                | Arbacès, high priest                       |
| 1960 | ф  | Винуватці                         | Culpables                                  | Маріо                                      |
| 1960 | ф  | Повстання рабів                   | La rivolta degli schiavi                   | Валеріо                                    |
| 1961 | ф  | Привиди в будинку                 | Fantasmas en la casa                       | Раймондо Енрікес де Толедо                 |
| 1961 | ф  | Тереза                            | Teresa                                     | професор Гектор де ля Баррера              |
| 1961 | ф  | Брутальна земля                   | Tierra brutal                              | Дон Герман                                 |
| 1961 | ф  | Вірідіана                         | Viridiana                                  | Дон Хайме                                  |
| 1961 | ф  | Легенда про Голіафа               | Goliath contro i giganti                   | Бокан, узурпатор                           |
| 1962 | ф  | Рогелія                           | Rogelia                                    | Массімо Гарсія                             |
| 1962 | ф  | Вторгнення титанів                | Arrivano i titani                          | первосвященик                              |
| 1963 | ф  | Час невідомий                     | La hora incógnita                          | священик                                   |
| 1963 | ф  | Людина, що біжить                 | The Running Man                            | офіцер поліції                             |
| 1963 | ф  | Церемонія                         | The Ceremony                               | Санчес                                     |
| 1963 | ф  | Шехерезада                        | Shéhérazade                                |                                            |
| 1964 | ф  | Сеньйор де Ла Саль                | El señor de La Salle                       | Людовик XIV                                |
| 1964 | ф  | Щаслива втеча                     | Échappement libre                          | ліванський поліцейський                    |
| 1965 | ф  | Диявол також плаче                | El diablo también llora                    | Рамон Кірога                               |
| 1965 | ф  | Маркіз                            | El marqués                                 | видавець Рамос                             |
| 1965 | ф  | Великі лідери                     | I grandi condottieri                       | незнайомець                                |
| 1965 | ф  | Два мафіозі проти Голдфінгера     | Due mafiosi contro Goldginger              | Голдфінгер / доктор Г. / доктор Голдфінгер |
| 1965 | ф  | Золото давніх інків               | Das Vermächtnis des Inka                   | президент Кастілло                         |
| 1965 | ф  | Опівнічні дзвони                  | Campanadas a medianoche                    | Вустер                                     |
| 1965 | ф  | Син стрільця                      | Son of a Gunfighter                        | Дон Педро Фортуна                          |
| 1966 | ф  | Сампо і я                         | Zampo y yo                                 | Луїс «Сампо»                               |
| 1966 | ф  | Повернення чудової сімки          | Return of the Seven                        | священик                                   |
| 1966 | ф  | Карти на стіл                     | Cartes sur table                           | сер Персі                                  |
| 1966 | ф  | Навахо Джо                        | Navajo Joe                                 | батько Раттіган                            |
| 1966 | ф  | Ель Греко                         | El Greco                                   | Філіпп II                                  |
| 1967 | ф  | Кохання в повітрі                 | Amor en el aire                            | Карлос Марія Салдіез                       |
| 1967 | ф  | Сервантес                         | Cervantes                                  | Філіпп II                                  |
| 1968 | ф  | Бігати як злодій                  | Run Like a Thief                           | полковник Ромеро                           |
| 1968 | ф  | Вілья в сідлі                     | Villa Rides                                | Фуентес                                    |
| 1969 | ф  | Кожух для вимірювання             | Un sudario a la medida                     | Маркус Август                              |
| 1969 | ф  | Загарбники землі                  | Land Raiders                               | священик                                   |
| 1969 | ф  | Шукачі пригод                     | The Adventurers                            | Хайме Ксенос                               |
| 1969 | ф  | Рушниці чудової сімки             | Guns of the Magnificent Seven              | Кінтеро                                    |
| 1969 | ф  | Ціна влади                        | Il prezzo del potere                       | Пінкертон                                  |
| 1970 | ф  | Гнів вітру                        | La collera del vento                       | Дон Антоніо                                |
| 1970 | ф  | Напарники                         | Vamos a matar, compañeros                  | професор Ксантос                           |
| 1970 | ф  | Трістана                          | Tristana                                   | Дон Лопе                                   |
| 1971 | ф  | Історія зради                     | Historia de una traición                   | Луїс                                       |
| 1971 | ф  | Пекельне містечко                 | A Town Called Hell                         | сліпий старий                              |
| 1971 | ф  | Небезпечне світло на краю землі   | Light at the Edge of the World, The        | капітан Моріц                              |
| 1971 | ф  | Французький зв'язковий            | The French Connection                      | Ален Шарньє                                |
| 1971 | ф  | Холодні очі страху                | Gli occhi freddi della paura               | суддя Флауер                               |
| 1972 | ф  | Антоній і Клеопатра               | Antony and Cleopatra                       | Лепідус                                    |
| 1972 | ф  | Скромна чарівність буржуазії      | Le charme discret de la bourgeoisie        | Дон Рафаель                                |
| 1972 | ф  | Сумнів                            | La duda                                    | Дон Родріго                                |
| 1972 | ф  | Таке незвичайне кохання           | Questa specie d'amore                      | батько Джованни                            |
| 1973 | ф  | Падіння тіла                      | La chute d'un corps                        | Нансуат                                    |
| 1973 | ф  | Смертна кара                      | Pena de muerte                             | Оскар                                      |
| 1973 | ф  | Таро                              | Tarot                                      | Артур                                      |
| 1973 | ф  | Біле ікло                         | Zanna Bianca                               | батько Оетлі                               |
| 1973 | ф  | Біле, червоне і…                  | Bianco, rosso e...                         | головний лікар                             |
| 1973 | ф  | Жорстоке обличчя Нью-Йорка        | Un camino                                  | містер Давид                               |
| 1973 | ф  | Поліція закон виконує             | La polizia incrimina la legge assolve      | Кафіеро                                    |
| 1974 | ф  | Скажи це квітами                  | Dites-le avec des fleurs                   | Жак Бергер                                 |
| 1974 | ф  | Ближній?                          | ¿... Y el prójimo?                         | Луїс Ігнасіо                               |
| 1974 | ф  | Поділа пристойних людей           | Fatti di gente perbene                     | професор Муррі                             |
| 1974 | ф  | Жінка в червоних чоботях          | La femme aux bottes rouges                 | Перро                                      |
| 1974 | ф  | Корупція в Палаці правосуддя      | Corruzione al palazzo di giustizia         | суддя Ваніні                               |
| 1975 | ф  | Паскуаліно «Семеро красунь»       | Pasqualino Settebellezze                   | Педро, в'язень-анархіст                    |
| 1975 | ф  | Ясновельможні трупи               | Cadaveri eccellenti                        | Міністр охорони                            |
| 1975 | ф  | Французький зв'язковий 2          | French Connection II                       | Ален Шарньє                                |
| 1976 | ф  | Друга потужність                  | El segundo poder                           | кардинал                                   |
| 1976 | ф  | Мануела                           | Manuela                                    | Дон Рамон                                  |
| 1976 | ф  | Стриптиз                          | Striptease                                 | Альфонсо                                   |
| 1976 | ф  | Справа часу                       | A Matter of Time                           | Шарль Ван Маар                             |
| 1976 | ф  | Пустеля Тартарі                   | Il deserto dei Tartari                     | Натансмон                                  |
| 1976 | ф  | Подорож знедолених                | Voyage of the Damned                       | Президент Бру                              |
| 1977 | ф  | Око за стіною                     | L'occhio dietro la parete                  | Івано                                      |
| 1977 | ф  | Місія                             | Uppdraget                                  | Роберто Бідара                             |
| 1977 | с  | Ісус з Назарета                   | Jesus of Nazareth                          | Гаспар                                     |
| 1977 | ф  | Еліза, життя моє                  | Elisa, vida mía                            | Луїс                                       |
| 1977 | ф  | Цей незрозумілий об'єкт бажання   | Cet obscur objet du désir                  | Матьє                                      |
| 1978 | ф  | Бунт                              | Rebeldía                                   | Дон Луїс                                   |
| 1978 | ф  | Останній романтичний коханець     | Le dernier amant romantique                | Макс                                       |
| 1979 | ф  | Кабобланко                        | Caboblanco                                 | капітан поліції Терредо                    |
| 1979 | ф  | Квінтет                           | Quintet                                    | Грігор                                     |
| 1979 | ф  | Затор — неймовірна історія        | L'ingorgo — Una storia impossibile         | Карло                                      |
| 1980 | ф  | Злочин в Куенці                   | El crimen de Cuenca                        | Контрерас                                  |
| 1981 | ф  | Справжня історія дами з камеліями | La storia vera della signora dalle camelie | граф Штакельберг                           |
| 1981 | ф  | Солодка                           | Miele di donna                             | редактор                                   |
| 1981 | ф  | Чиста і цнотлива                  | Casta e pura                               | Тоні                                       |
| 1982 | ф  | У пошуках Ісуса                   | Cercasi Gesù                               | Дон Філіппо                                |
| 1982 | ф  | Монсеньйор                        | Monsignor                                  | кардинал Сантоні                           |
| 1983 | ф  | Іноземець                         | A Estrangeira                              | Андре                                      |
| 1984 | ф  | Заборонене кохання                | Un amour interdit                          | Піачі                                      |
| 1984 | ф  | Стукач                            | The Hit                                    | літній поліцейський                        |
| 1985 | ф  | Наш батько                        | Padre nuestro                              | кардинал                                   |
| 1985 | ф  | Зоряний лицар                     | El caballero del dragón                    | Фрей Лупо                                  |
| 1985 | ф  | Ковбойська рапсодія               | Rustlers' Rhapsody                         | залізничний полковник                      |
| 1985 | с  | Наша ера                          | A.D.                                       | Сенека                                     |
| 1985 | тф | Чорна стріла                      | Black Arrow                                | Ворвік                                     |
| 1986 | ф  | Готель щастя                      | Hôtel du Paradis                           | Джозеф                                     |
| 1986 | тф | Літо 36                           | L'été 36                                   | генерал                                    |
| 1986 | ф  | Рятівна милість                   | Saving Grace                               | кардинал Стефано Біонді                    |
| 1987 | ф  | Ангел смерті                      | Commando Mengele                           | Омей Фельсберг                             |
| 1987 | ф  | Живий ліс                         | El bosque animado                          | сеньйор Д'Абондо                           |
| 1987 | с  | Капітан Джеймс Кук                | Captain James Cook                         | адмірал сер Едвард Гоук                    |
| 1987 | ф  | Мій генерал                       | Mi general                                 | Director Almirante                         |
| 1987 | ф  | Тунель                            | El túnel                                   | Альєнде                                    |
| 1988 | ф  | Аромат злочину                    | El aire de un crimen                       | Файон                                      |
| 1988 | ф  | Зимовий щоденник                  | Diario de invierno                         | батько                                     |
| 1988 | ф  | Місяць над Парадором              | Moon Over Parador                          | Алехандро                                  |
| 1988 | ф  | Пасодобль                         | Pasodoble                                  | Дон Нуньйо                                 |
| 1988 | с  | Шантаж                            | Il Ricatto                                 | Magistrato Di Nola                         |
| 1989 | ф  | Бухта Есмеральда                  | La bahía esmeralda                         | Рамос                                      |
| 1990 | ф  | Битва трьох королів               |                                            | Папа Павло V                               |
| 1990 | ф  | Голе танго                        | Naked Tango                                | суддя Торрес                               |
| 1991 | с  | Дон Кіхот Мігеля де Сервантеса    | El Quijote de Miguel de Cervantes          | Дон Кіхот                                  |
| 1992 | ф  | 1492: Завоювання раю              | 1492: Conquest of Paradise                 | Марчена                                    |
| 1992 | тф | Земля і кров                      | De terre et de sang                        | султан Саладін                             |
| 1992 | ф  | Атлантида                         | L'Atlantide                                | батько Маврикія                            |
| 1992 | ф  | Після сну                         | Después del sueño                          | Раміро Ланца                               |
| 1992 | с  | Привиди у спадок                  | Fantômes en héritage                       | сер Едвардс                                |
| 1992 | ф  | Свиня                             | La marrana                                 | фрау Хуан                                  |
| 1993 | ф  | Мадрегільда                       | Madregilda                                 | Ніколас Франко                             |
| 1994 | ф  | По іншій стороні тунелю           | Al otro lado del túnel                     | Мігель                                     |
| 1994 | ф  | Ціанід...: Лише, чи з молоком?    | El cianuro... ¿solo o con leche?           | Грегоріо                                   |

## Визнання
| Нагороди та номінації Фернандо Рея                              | Нагороди та номінації Фернандо Рея          | Нагороди та номінації Фернандо Рея    | Нагороди та номінації Фернандо Рея |
| Рік                                                             | Категорія                                   | Фільм                                 | Результат                          |
| --------------------------------------------------------------- | ------------------------------------------- | ------------------------------------- | ---------------------------------- |
| Коло письменників кіно (Іспанія)                                |                                             |                                       |                                    |
| 1947                                                            | Найкращий актор другого плану               | Заблукалий                            | Перемога                           |
| 1971                                                            | Найкращий актор                             | Трістана                              | Перемога                           |
| Національний синдикат видовищ (Іспанія)                         |                                             |                                       |                                    |
| 1965                                                            | Приз найкращій зірці-акторові               | Сампо і я                             | Перемога                           |
| 1970                                                            | Приз найкращій зірці-акторові               | Трістана                              | Перемога                           |
| Премія Сан Жорді                                                |                                             |                                       |                                    |
| 1970                                                            | Найкраща акторська гра в іспанському фільмі | Трістана                              | Перемога                           |
| 1986                                                            | Найкращий іспанський актор                  | Зоряний лицар                         | Перемога                           |
| Премія «Срібні кадри»                                           |                                             |                                       |                                    |
| 1971                                                            | Найкращий іспанський кіноактор              | Трістана                              | Перемога                           |
| 1972                                                            | Найкращий іспанський кіноактор              | Небезпечне світло на краю землі       | Номінація                          |
| 1986                                                            | Найкращий іспанський кіноактор              | Наш батько та Зоряний лицар           | Номінація                          |
| 1989                                                            | Найкращий іспанський кіноактор              | Зимовий щоденник, Тунель та Пасодобль | Номінація                          |
| 1993                                                            | Найкращий телеактор                         | Дон Кіхот Мігеля де Сервантеса        | Перемога                           |
| Премія Асоціації репортерів видовищ (ACE)                       |                                             |                                       |                                    |
| 1971                                                            | Найкращий актор — Кіно                      | Трістана                              | Перемога                           |
| Міжнародний кінофестиваль у Сан-Себастьяні                      |                                             |                                       |                                    |
| 1972                                                            | Найкращий актор                             | Сумнів                                | Перемога                           |
| 1988                                                            | Найкращий актор                             | Аромат злочину та Зимовий щоденник    | Перемога                           |
| Каннський міжнародний кінофестиваль                             |                                             |                                       |                                    |
| 1977                                                            | Приз за найкращу чоловічу роль              | Еліза, життя моє                      | Перемога                           |
| Національна спілка кінокритиків США                             |                                             |                                       |                                    |
| 1977                                                            | Найкращий актор                             | Цей неясний об'єкт бажання            | 3-є місце                          |
| Спільнота кінокритиків Нью-Йорка                                |                                             |                                       |                                    |
| 1977                                                            | Найкращий актор                             | Цей неясний об'єкт бажання            | 2-е місце                          |
| Премія «Гойя»                                                   |                                             |                                       |                                    |
| 1988                                                            | Найкращий провідний актор                   | Зимовий щоденник                      | Перемога                           |
| Міжнародний фестиваль аудіовізуального програмування в Біарріці |                                             |                                       |                                    |
| 1992                                                            | Найкращий актор — Телесерія або серіал      | Дон Кіхот Мігеля де Сервантеса        | Перемога                           |
| Іспанський союз акторів                                         |                                             |                                       |                                    |
| 1993                                                            | Найкращий телеактор                         | Дон Кіхот Мігеля де Сервантеса        | Перемога                           |
| Премія «Золото ТР»                                              |                                             |                                       |                                    |
| 1993                                                            | Найкращий актор                             | Дон Кіхот Мігеля де Сервантеса        | Номінація                          |
| 1995                                                            | Премія за життєвий внесок                   | Премія за життєвий внесок             | Перемога                           |